# Eriopyga caloeona
Eriopyga caloeona là một loài bướm đêm trong họ Noctuidae.